# Swingers
Swingers es una película independiente de comedia dramática estadounidense de 1996, dirigida por Doug Liman, escrita y coproducida por Jon Favreau, y protagonizada por Favreau y Vince Vaughn. La trama sigue a Mike (Favreau), un comediante aficionado recién separado que lucha por superar la ruptura. Sus amigos —un grupo de jóvenes aspirantes a actores—, incluido el carismático y seguro Trent (Vaughn), intentan ayudarlo a navegar por el mundo de las citas. Ambientada en la vida nocturna de Los Ángeles, durante el resurgimiento del swing en los años 1990, la película captura los altibajos de las citas, las amistades y la búsqueda del éxito en Hollywood. Cuenta también con las actuaciones de Ron Livingston y Heather Graham.
Favreau escribió la historia basándose libremente en su propia vida y en personas que conocía. En el intento por conseguir financiación para realizar el filme, el guionista y los productores se reunieron sin suerte con varios ejecutivos de estudios de cine, quienes sugerían cambios inaceptables para Favreau. Después de que Liman leyera el guion, se interesó en el proyecto y buscó activamente inversores hasta lograrlo. El rodaje duró dieciocho días y se llevó a cabo en Las Vegas y algunos clubes nocturnos de Los Ángeles. Con un bajo presupuesto de tan solo 250 mil dólares, el director filmó las escenas con una pequeña cámara y un equipo técnico reducido, en locaciones concurridas, sin alquilar lugares ni contratar extras. Favreau usó su propia vivienda para filmar las escenas que transcurren en el departamento del protagonista y el convertible que conduce el personaje de Vaughn también pertenecía al guionista.
Los realizadores enviaron la cinta al Festival de Sundance, pero fue rechazada. Posteriormente, Miramax adquirió los derechos de distribución por cinco millones de dólares. El filme se estrenó en cines de Nueva York y Los Ángeles en octubre de 1996, y tuvo un modesto éxito en la taquilla, con una recaudación de más de cuatro millones y medio de dólares. La respuesta fue favorable también por parte de la crítica cinematográfica, que destacó el guion, los personajes, la trama, y la química entre Favreau y Vaughn. Algunas organizaciones premiaron la película al momento de su estreno, entre ellas National Board of Review, MTV Movie & TV Awards y Florida Film Critics Circle. La recepción positiva de Swingers dio a conocer e impulsó las carreras en la industria cinematográfica de quienes participaron en su realización, especialmente Liman, Favreau y Vaughn.
A lo largo de los años, Swingers se transformó en una película de culto. Algunos medios la incluyeron en sus listas destacadas, como las «cien películas más divertidas» de Bravo, las «veinticinco mejores películas ambientadas en Los Ángeles» de Los Angeles Times, las «cincuenta mejores películas independientes estadounidenses» de Empire y las «cien mejores películas cómicas de todos los tiempos» de Time Out. Parte de los diálogos del personaje de Vaughn se popularizaron tanto que se incorporaron al lenguaje cotidiano estadounidense. El estreno del filme coincidió con el resurgimiento de la música swing y la banda de neoswing Big Bad Voodoo Daddy atribuyó gran parte de su éxito musical a su participación en la película. En 2019, uno de los dos álbumes de la banda sonora logró la certificación de disco de oro. Con el éxito de Swingers, Favreau escribió un guion para una secuela, pero finalmente abandonó la idea de llevar a cabo la producción.

## Trama
Mike Peters es un comediante en apuros que, tras dejar Nueva York en busca del éxito en Los Ángeles, aún carga con la tristeza de la ruptura con su novia, Michelle, quien lo dejó hace seis meses después de seis años juntos. Para ayudarlo a superar la depresión, algunos de sus amigos aspirantes a actores, incluido el carismático y mujeriego Trent, intentan reintegrarlo a la vida social.
La película comienza con Mike confesándole a su amigo Rob, recién llegado a la ciudad, lo desesperadamente que extraña a Michelle y lo frustrado que está porque ella no lo ha llamado. Rob comenta que, «de alguna manera», las mujeres suelen evitar contactar a sus ex hasta que ellos ya las han olvidado por completo. Con la intención de animar a Mike, Trent lo convence de hacer un viaje improvisado a Las Vegas. Allí, logra organizar una cita con dos camareras, pero la obsesión de Mike por Michelle arruina los planes. Aunque las mujeres parecen interesadas, la falta de entusiasmo de Mike crea un ambiente tenso.
De regreso a Los Ángeles, Mike, Rob y otros amigos pasan el tiempo jugando al golf y videojuegos y explorando bares, a la vez que persiguen el éxito en la industria del entretenimiento. Una noche, después de saltar de bar en bar y asistir a una fiesta, llegan a un club nocturno donde Trent brilla en su interacción con mujeres. Motivado por esto, Mike conoce a Nikki y obtiene su número de teléfono. Sus amigos insisten en que espere un mínimo de dos días antes de llamar. Sin embargo, al regresar a su apartamento, Mike, ansioso y desesperado, deja una serie de mensajes en el contestador de Nikki a altas horas de la noche, lo que lleva a que ella, disgustada, le pida que no vuelva a llamarla. Extrañando más que nunca a Michelle, Mike considera regresar a Nueva York, pero Rob lo visita y lo consuela.
En una nueva noche de fiesta en el bar The Derby, Mike se arma de valor para acercarse a Lorraine, una mujer con buen sentido del humor que, al igual que él, es nueva en Los Ángeles tras dejar atrás una relación en Wisconsin. Lorraine desconoce las reglas implícitas del mundo de las citas, lo que genera una conexión inmediata entre los dos, dando lugar a una complicidad instantánea. Al día siguiente, Mike recibe una llamada de Michelle, pero sorprendentemente se da cuenta de que ya no la extraña. Cuando Lorraine lo llama, él interrumpe su conversación con Michelle para enfocarse en ella, revelando que ambos han decidido seguir sus propios instintos, haciendo caso omiso del consejo de sus amigos de esperar días antes de llamar.

## Reparto
- Jon Favreau como Mike Peters.[21]
- Vince Vaughn como Trent Walker.[21]
- Ron Livingston como Rob.[21]
- Patrick Van Horn como Sue.[21]
- Alex Désert como Charles.[21]
- Heather Graham como Lorraine.[22]
- Deena Martin como Christy.[23]
- Katherine Kendall como Lisa.[23]
- Brooke Langton como Nikki.[23]
- Blake Lindsley como la chica con el cigarro.[24]
- Kevin James Kelly como el croupier de Las Vegas.[25]
- Stephanie Ittleson como la camarera de Las Vegas.[25]
- Vernon Vaughn como el apostador en la mesa de blackjack.[25]
- Joan Favreau como la ganadora en la mesa de blackjack.[26]
- Rio Hackford como Skully.[25]
- Maddie Corman como	la chica peek-a-boo.[25]
- Marty & Elayne como la banda lounge del Dresden.[27]
- Big Bad Voodoo Daddy como la banda del Derby.[28]
- Stephen Gaghan como espectador en la entrada de la fiesta de modelos (sin acreditar).[29]
- Mike White como fiestero (sin acreditar).[29]

## Producción

### Desarrollo
En 1992, Jon Favreau y Vince Vaughn se conocieron durante la filmación de la película Rudy (1993) y entablaron una amistad. Cansado de esperar por oportunidades para actuar, Vaughn le comentó a Favreau que estaba escribiendo un guion. Motivado por la iniciativa de Vaughn, se embarcó en la escritura del guion de Swingers, que completó en aproximadamente dos semanas. Su padre le había dado un programa de escritura de guiones para computadora y quería ver si podía hacer un guion «sólo como ejercicio». Aunque los eventos que narraba eran ficticios, muchas de las situaciones que Favreau exploró estaban inspiradas en su propia vida como aspirante a actor desempleado en Los Ángeles. Frecuentemente, Favreau y Vaughn se reunían en bares y Favreau, quien se había mudado a Los Ángeles tras separarse de su novia en Chicago, basó los personajes en amigos reales y en sus experiencias compartidas. Cuando Favreau y Ron Livingston llegaron a Los Ángeles, Vaughn comenzó a llevarlos a los bares de la zona, antes de que existiera la idea de Swingers.
Aunque inicialmente Favreau no tenía la intención de protagonizar Swingers —su papel era menor—, el guion pasó por varias transformaciones a medida que el proyecto avanzaba. Favreau buscó activamente inversores para financiar la película, y durante ese tiempo, continuó perfeccionando detalles del guion, un proceso que se extendió por tres años. Nicole LaLoggia, que conoció a Favreau cuando este asistió a un casting del filme Getting In, aceptó trabajar en Swingers después de leer el guion y convenció a Victor Simpkins de que se uniera al proyecto como productor. Así, Favreau, LaLoggia y Simpkins comenzaron a reunirse y presentar el proyecto a varios estudios de cine. La mayoría de los ejecutivos no entendían la jerga del guion y sugerían eliminarla, mientras que otros querían cambiar el personaje de Trent por el de una mujer, eliminar el viaje a Las Vegas y lograr un tono más oscuro y violento. En cierto punto, Favreau rechazó una oferta de tres millones de dólares que excluía a Vaughn en el papel de Trent. Otro estudio propuso financiarla con ocho millones de dólares si Johnny Depp hacía de Trent y Chris O'Donnell también participaba como actor. Durante un año y medio, Favreau y los actores ofrecieron representaciones teatrales del guion para los interesados en financiar el filme. Los productores solían regalarle gorras de béisbol con un logo de un restaurante que decía «Swingers» a las compañías interesadas; compraron tantas que el restaurante empezó a ofrecerles descuentos. Llegaron a reunirse con un traficante de armas paquistaní, que finalmente decidió no invertir.
| Durante un año y medio, fue como si fuéramos una compañía teatral de gira. Todos los inversores supieron de nosotros. Después de todo eso, no podía mirar a mis amigos y decirles: «Me he inspirado tanto en ustedes, me han ayudado mucho, los contrataré la próxima vez». Estos muchachos tenían que interpretar esos papeles. — Jon Favreau |

El compañero de casa de LaLoggia, Doug Liman, quien le había estado dando consejos de escritura a Favreau, finalmente leyó el guion y sugirió que la producción podría realizarse por una fracción del millón de dólares inicialmente estimado por los productores. LaLoggia, a su vez, calculó que el presupuesto necesario sería de 189 mil dólares. Liman, quien antes había dirigido Getting In —lanzada directamente para video— y algunas cintas estudiantiles en Super-8, vio en Swingers una oportunidad para llevar a cabo su primer largometraje comercial. Ante las dificultades para asegurar financiamiento, Favreau le cedió a Liman el rol de director y le vendió el guion por mil dólares y la promesa de seleccionar a sus amigos para interpretar los papeles principales. Aun con dificultades, Liman logró reunir el dinero para la producción a través de un socio comercial de su padre. LaLoggia había intentado, sin éxito, conseguir el respaldo de hasta ocho potenciales inversores.
Finalmente, Vaughn obtuvo el papel de Trent tras pasar por un proceso de casting. Favreau había conocido a Heather Graham mientras trabajaban en un episodio de la serie de televisión Fallen Angels y le ofreció un papel en Swingers. Durante un mes, ambos asistieron a The Derby, un popular club de Los Ángeles, donde Favreau le enseñó a la actriz a bailar swing. Favreau y Ron Livingston se conocieron en Chicago trabajando como promotores disfrazados de Cap'n Crunch para Quaker Oats Company y más tarde se reencontraron en Los Ángeles. Con base en esa experiencia, Favreau escribió para Livingston un papel en Swingers, como un actor rechazado para interpretar a Goofy debido a su falta de experiencia en parques temáticos. Además de seleccionar amigos para personajes clave, Favreau y Vaughn incluyeron a miembros de su familia en pequeños papeles. El padre de Vaughn, Vernon Vaughn, apareció como el jugador ganador en la mesa de blackjack de un mínimo de cien dólares, mientras que la abuela de Favreau, Joan Favreau, es la jugadora ganadora en la mesa de blackjack de un mínimo de cinco dólares. El actor Adam Scott, que había vivido en el mismo apartamento que Favreau, apareció en la escena de la fiesta en la casa. LaLoggia, productora de línea de la película, hizo la voz de Michelle hacia el final de la trama. En cuanto a la música, Favreau había visto en vivo a la banda Royal Crown Revue en The Derby y deseaba incluirla en la película; sin embargo, el monto que exigió Warner Records resultó inalcanzable. En su lugar, la producción contrató a Big Bad Voodoo Daddy.
Favreau escuchó por primera vez la palabra «money» (dinero) utilizada a modo de elogio en un comercial de televisión con Spike Lee y Michael Jordan en el que Lee llamaba «dinero» a Jordan. Sin embargo, no volvió a escuchar ese uso de la palabra hasta que conoció a Vaughn en el set de Rudy. La frase «you're so money you don't even know it» («eres tan cool que ni lo sabes») que popularizó la película solía ser usada en broma por Vaughn. La jerga del filme estuvo influenciada también por Frank Sinatra y por la música country. La escena del contestador automático de llamadas telefónicas surgió a partir de una comedia de Jeff Garlin que Favreau había visto quince años antes.

### Filmación
Mientras que el costo de la realización fue de doscientos cincuenta mil dólares, Favreau estimó que el total —incluyendo salarios, música y otros gastos— alcanzó el millón de dólares. Antes de que Liman se uniera al proyecto, Favreau pensaba que llevar el guion a la pantalla grande costaría diez veces más. Según Favreau, el director «decidió filmarla de una forma en la que normalmente no se filma una película, como un filme estudiantil, con una cámara pequeña, sin un gran equipo, sin usar un montón de luces». Con un equipo reducido y una pequeña cámara Aaton de 35 mm, los realizadores filmaron en locaciones concurridas por auténticos clientes del bar, sin alquilar los espacios ni contratar extras. La falta de presupuesto impidió contar con una iluminación adecuada para cada escena, por lo que se utilizó película Kodak, un material fotográfico muy sensible a la luz. Además, la iluminación se mantuvo al mínimo, ya que el exceso de luz hacía que la gente se dispersara. Liman planeó filmar durante unos dieciocho días, con el objetivo de cubrir aproximadamente doce páginas de guion por jornada. Gran parte se rodó con short ends —restos de película sin usar—, lo que permitió filmar muchas escenas de tan solo un minuto de duración.

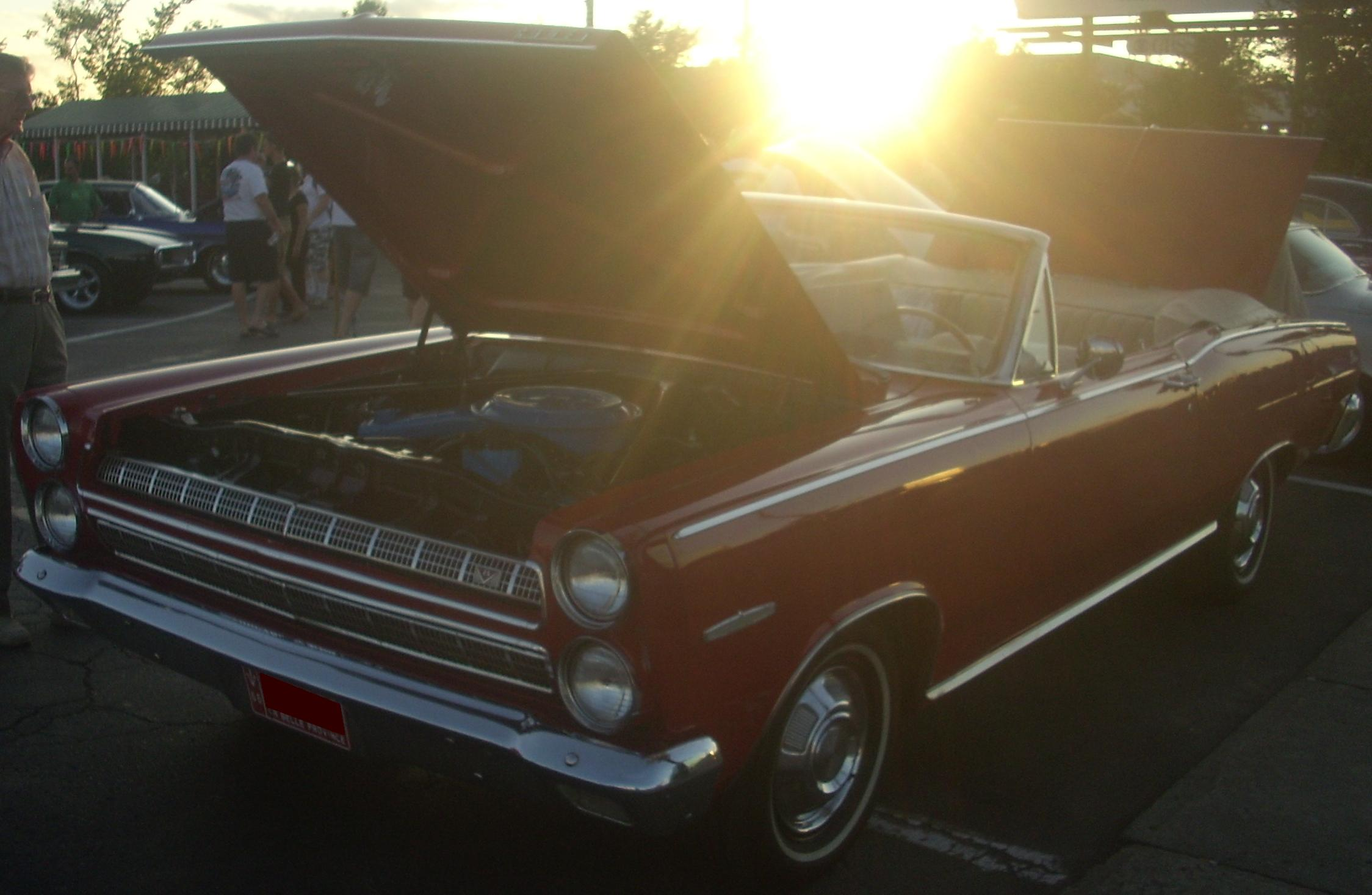
Favreau usó su propio convertible Mercury Comet Caliente de 1964 en el rodaje del filme.

La idea de los realizadores era que la cinta tuviera la atmósfera de Goodfellas, pero que, al escuchar a los personajes, el público se diera cuenta de inmediato de que eran geeks. Swingers se filmó en algunos clubes nocturnos de Los Ángeles, particularmente en el barrio de Los Feliz, incluidos The Dresden Room, The Derby y Three of Clubs. Vaughn era un visitante frecuente del Dresden y, además, era amigo del dueño, quien permitió al equipo rodar en el lugar de manera gratuita. El dúo musical Marty & Elayne, que se presentó en el Dresden durante más de cuarenta años, también participó en la filmación. El departamento de Mike está ubicado a pocos kilómetros del club, y en la vida real, era donde Favreau vivía en ese momento. El convertible Mercury Comet Caliente de 1964 que conduce Trent le pertenecía a Favreau, quien lo compró después de que su vehículo anterior fuera robado, y el Chevrolet Beretta que aparece en algunas escenas era propiedad de Vaughn.
Las escenas ambientadas en Las Vegas se filmaron principalmente en dos ubicaciones: las tomas exteriores del casino se rodaron en el Stardust Resort & Casino, mientras que todas las tomas interiores posteriores se filmaron en el Fremont Hotel and Casino, ubicado más al norte, en el centro de Las Vegas. Durante la filmación de las escenas en la carretera, cuando Mike y Trent regresan de Las Vegas a Los Ángeles, el equipo llamó la atención de varios policías que se detuvieron para verificar si contaban con los permisos necesarios para filmar. Para ganar tiempo, el asistente de dirección les dijo a los oficiales que tenían autorización y fingió una conversación telefónica con el productor, que estaba a varios kilómetros de distancia. Con el fin de continuar con la filmación sin contratiempos, Liman tuvo que simular que no estaba grabando. La escena del remolque en la que Mike y Trent intentan tener relaciones con dos mujeres se inspiró en la cinta La extraña pareja. Además de dirigir la película, Liman se encargó de la dirección de fotografía y durante el rodaje se sumergió en la lectura de libros sobre fotografía. Las limitaciones en el presupuesto obligaron a Liman y al montajista Stephen Mirrione a aprovechar tomas desenfocadas, cortes abruptos (jump cuts) y errores de continuidad.
El bar The Derby se utilizó para filmar las escenas del club retro swing, donde bailan los personajes. En un principio, con la ínfima cantidad de dinero con la que contaba la producción, el dueño del local se mostró reacio a permitir la filmación. Sin embargo, accedió después de que LaLoggia rompiera en llanto frente a él. Favreau, quien ya había sido habitual del lugar mientras recaudaba fondos para la película, incluso tomó clases de baile swing allí. Big Bad Voodoo Daddy actuaba habitualmente en el sitio y Favreau se hizo amigo de la banda. La filmación tuvo lugar durante una de sus actuaciones habituales con los bailarines de swing. El dueño del bar le permitió al director filmar una escena inspirada en Goodfellas: un plano secuencia en el que los protagonistas entran al lugar a través de la cocina. Como dato anecdótico, mientras intentaban filmar la escena en el bar donde los personajes de Favreau y Heather Graham se conocen, un extraño, sin darse cuenta de que era parte de la escena, se sentó al lado de la actriz y comenzó a hablarle. Sin embargo, cuando el equipo trató de filmar con un conejo para una escena, el dueño del Derby no les permitió continuar filmando ahí. Las escenas de la fiesta en la casa se filmaron en las residencias de los amigos de los productores. Swingers rindió homenaje también a Reservoir Dogs con una escena que originalmente estaba en el guion, pero que Liman no quería filmar. El director le dijo a Favreau: «Si quieres que esté en la película, entonces hazla tú». Así, Favreau se encargó de crear la escena y diseñar el guion gráfico.
El título de la película se inspiró en parte en el Swingers Diner de Beverly Boulevard, una cafetería que frecuentaban Liman y Favreau, y los realizadores planeabar filmar ahí. No obstante, debido a que el Swingers Diner estaba demasiado de moda en ese momento, decidieron filmar las escenas en The Hollywood Hills Coffee Shop. Este establecimiento permitió que el elenco y el equipo filmaran una noche mientras el local estaba en renovación. En el Hollywood Hills se filmaron las escenas del diner donde Mike y Trent se reúnen a comer. Una de las escenas, donde se juega «cucú» con un bebé, se inspiró en una experiencia real de Vaughn con una persona similar en un aeropuerto. Esta escena se agregó como epílogo de la película, que originalmente iba a concluir con el personaje de Favreau terminando las llamadas telefónicas con las dos mujeres. El total del presupuesto para extras, de solo cincuenta dólares, se destinó al pago por el bebé que participó en esa escena.
Para la introducción del filme, Favreau había escrito una secuencia que mostraba tomas aéreas de la ciudad desde un helicóptero. Debido al limitado presupuesto, esas escenas resultaron inviables. En lugar de eso, Liman creó un montaje utilizando fotografías que él mismo tomó y el costo fue de tan solo trescientos dólares. Además, los realizadores optaron por usar fotografías en lugar de filmar flashbacks para representar a la exnovia de Mike. Liman tomó fotos de Favreau con Tiffany Kuzon, quien era asistente de un representante de Favreau. El resultado, según el director, fue «mucho más emocional» que si hubiesen filmado flashbacks.
Durante el rodaje, cuatro actores recibieron un salario diario, mientras que el equipo técnico tuvo asignados veinticinco dólares por día para cubrir gastos personales. La producción no contó con casas rodantes ni remolques, lo que llevó a planificar cuidadosamente las locaciones antes de filmar, para establecer de antemano los lugares para el vestuario y el maquillaje. La oficina de producción se ubicó en la casa de LaLoggia, que contaba con espacio suficiente para realizar cambios de vestuario y maquillaje en caso de que alguna locación no lo permitiera. Desde la oficina, todas las locaciones eran accesibles en un trayecto de veinte minutos conduciendo. Los materiales y el equipamiento fueron transportados a los sets por el equipo técnico en sus propios vehículos. Antes de iniciar la producción, se alquiló un camión que se utilizó para transportar parte del decorado, suministros, utilería, vestuario y elementos de catering, además de servir como almacenamiento para materiales y equipos de cámara. Para el catering, los productores solicitaron donaciones de bebidas, cigarrillos y alimentos. Se estableció un presupuesto de cinco dólares por persona por comida. A cambio de esa contribución y un reconocimiento en los créditos del filme, seis restaurantes accedieron a proporcionar alimentos para el equipo.
El rodaje concluyó en septiembre de 1995 con la intención de enviar la cinta al Festival de Sundance. Liman opinó que, aunque el guion de Favreau era sobre «superar una exnovia», la película que él dirigió era, en realidad, una historia sobre la amistad. El director añadió: «La historia que estaba en mi mente no era la película que Jon había escrito».

## Música
Se editaron dos álbumes de banda sonora de la película. El primero, titulado Swingers: Music From The Miramax Motion Picture, se lanzó en 1996 y contenía música original del compositor Justin Reinhardt bajo el seudónimo «The Jazz Jury», así como música de varios artistas artistas presentes en el filme. Este álbum alcanzó la certificación de oro por parte de la RIAA el 10 de septiembre de 2019. El segundo, Swingers Too! Get A Nightlife, Again, se publicó en 1999 a través de Hollywood Records.
| Swingers: Music From The Miramax Motion Picture |                                                |                          |          |  |
| N.º                                             | Título                                         | Música                   | Duración |  |
| 1.                                              | «You're Nobody till Somebody Loves You»        | Dean Martin              | 2:12     |  |
| 2.                                              | «Paid For Loving»                              | Love Jones               | 3:23     |  |
| 3.                                              | «With Plenty of Money and You»                 | Count Basie/Tony Bennett | 1:33     |  |
| 4.                                              | «You & Me & The Bottle Makes 3 Tonight (Baby)» | Big Bad Voodoo Daddy     | 3:32     |  |
| 5.                                              | «Knock Me a Kiss»                              | Louis Jordan             | 2:46     |  |
| 6.                                              | «Wake Up»                                      | The Jazz Jury            | 0:52     |  |
| 7.                                              | «Groove Me»                                    | King Floyd               | 2:59     |  |
| 8.                                              | «I Wan'na Be Like You»                         | Big Bad Voodoo Daddy     | 3:25     |  |
| 9.                                              | «Mucci's Jag M.K. II»                          | Joey Altruda             | 5:33     |  |
| 10.                                             | «King of the Road»                             | Roger Miller             | 2:27     |  |
| 11.                                             | «Pictures»                                     | The Jazz Jury            | 1:04     |  |
| 12.                                             | «She Thinks I Still Care»                      | George Jones             | 2:33     |  |
| 13.                                             | «Car Train»                                    | The Jazz Jury            | 1:32     |  |
| 14.                                             | «Pick Up the Pieces»                           | Average White Band       | 3:59     |  |
| 15.                                             | «Go Daddy-O»                                   | Big Bad Voodoo Daddy     | 3:11     |  |
| 16.                                             | «I'm Beginning to See the Light»               | Bobby Darin              | 2:17     |  |
| 43:18                                           |                                                |                          |          |  |

| Swingers Too! Get A Nightlife, Again |                                   |                               |          |  |
| N.º                                  | Título                            | Música                        | Duración |  |
| 1.                                   | «Ain't That a Kick in the Head?»  | Dean Martin                   | 02:30    |  |
| 2.                                   | «Adam and Eve»                    | Paul Anka                     | 02:12    |  |
| 3.                                   | «Magic Man»                       | Heart                         | 05:27    |  |
| 4.                                   | «She's a Woman (W-O-M-A-N)»       | Sammy Davis Jr./Count Basie   | 02:23    |  |
| 5.                                   | «Baby (You've Got What It Takes)» | Dinah Washington/Brook Benton | 02:44    |  |
| 6.                                   | «Down for Double»                 | Mel Tormé                     | 02:32    |  |
| 7.                                   | «Stayin' Alive»                   | Marty & Elayne                | 02:10    |  |
| 8.                                   | «There'll Be Some Changes Made»   | Ann-Margret                   | 02:07    |  |
| 9.                                   | «One Mint Julep»                  | Xavier Cugat                  | 03:06    |  |
| 10.                                  | «Gimme That Wine»                 | Lambert, Hendricks & Ross     | 02:59    |  |
| 11.                                  | «Datin' with No Dough»            | Royal Crown Revue             | 02:32    |  |
| 12.                                  | «Bring Me Sunshine»               | Willie Nelson                 | 02:13    |  |
| 32:55                                |                                   |                               |          |  |

## Recepción

### Estreno y taquilla
En un principio, los productores consideraron incluir Swingers en el circuito de festivales de cine, pero no pensaron que fuera lo suficientemente seria como para ser considerada para Festival de Cine de Sundance. Aunque la cinta se envió a Sundance con el fin de ser considerada para una nominación, su candidatura pasó desapercibida por estar presentada en un formato de videocinta inadecuado, con una calidad de sonido deficiente, sin créditos, sin actores famosos y sin distribuidor en ese momento. Luego optaron por estrenarla comercialmente, realizando una proyección preliminar en un Fairfax Cinema, a la que asistieron el equipo y amigos del elenco, así como algunos posibles distribuidores. En febrero de 1996, Miramax fue la primera productora en mostrar interés en distribuirla. Tras algunas negociaciones, Miramax adquirió los derechos por cinco millones de dólares Este acuerdo permitió a los cineastas saldar los salarios pendientes del elenco y equipo técnico, así como cubrir los gastos de la mezcla de la banda sonora, las licencias musicales y otros costos de posproducción, lo que elevó la tarifa total de la película a casi un millón de dólares. Además, aproximadamente un millón de dólares se destinó a comisiones para la CAA y la firma que representaba a Liman, así como honorarios para abogados y el productor ejecutivo Cary Woods. A principios de octubre de 1996, la película tuvo un preestreno en el Vista Theater de Los Ángeles y el 18 de ese mes se estrenó en cines de Nueva York y Los Ángeles. Swingers recaudó 4 555 020 dólares en Estados Unidos.
Swingers obtuvo posteriormente distribución de parte de Buena Vista Home Video, lo que le permitió ganar popularidad, especialmente a través del alquiler en VHS. Con la llegada del DVD, continuó generando ingresos. En 2005, se lanzó una edición especial en DVD de dos discos, que incluyó material extra en el que los actores y realizadores compartieron sus experiencias sobre el origen, el rodaje y la influencia de la película. Entre los contenidos adicionales, se encuentra una conversación entre el montajista Stephen Mirrione y el director Doug Liman, en la que detallan las técnicas utilizadas en la filmación. Se incluyen también consejos de Vaughn sobre cómo jugar al blackjack y cinco escenas eliminadas. Además de los comentarios de Favreau, Vaughn, Liman y Mirrione, la edición del filme en Blu-ray de 2011 incluyó un minidocumental de casi cincuenta minutos sobre cómo se hizo la película y escenas eliminadas.

### Crítica
La crítica cinematográfica recibió a Swingers de manera abrumadoramente positiva. En el sitio web agregador de reseñas Rotten Tomatoes, cuenta con un índice de aprobación del 88 % basado en 56 reseñas, con una calificación promedio de 7,7/10. El consenso crítico del sitio la describe como «divertida, sincera y genial sin esfuerzo, convirtiendo a Vince Vaughn y Jon Favreau en estrellas y estableciendo a Doug Liman como un director a seguir». En Metacritic, Swingers tiene una puntuación promedio ponderada de 71 sobre 100, basada en 25 reseñas, lo que indica «críticas generalmente favorables».
Roger Ebert, del Chicago Sun-Times, otorgó a Swingers tres de cuatro estrellas, destacando que, aunque «no es una idea excesivamente original [...] la película es dulce, graciosa y perspicaz». De manera similar, Mick LaSalle, del San Francisco Chronicle, afirmó que «no es una obra maestra, pero es auténtica». Owen Gleiberman, de Entertainment Weekly, le dio una calificación de «A», elogiando especialmente a Favreau por el «guion exuberantemente ingenioso». Kenneth Turan, de Los Angeles Times, escribió que la cinta «sabe cómo dar vida a sus personajes y enganchar al público». Todd McCarthy, de Variety, destacó el tono «agradable y cotidiano» y la describió como «refrescantemente humana en su humor». Michael Wilmington, de Chicago Tribune, valoró positivamente los diálogos y las actuaciones, mientras que James Ryan, de The New York Times, señaló que Swingers «prospera gracias a un naturalismo relajado que se debe al oído de Favreau para el diálogo y a la decisión de los realizadores de filmar las escenas de multitudes en el lugar, utilizando una cámara manual comúnmente empleada en documentales». Janet Maslin, también de The New York Times, observó que «Favreau escribió este guion pensando en sus verdaderos amigos, y la camaradería entre los actores es notable».
En una reseña para Time, Richard Corliss opinó que lo más divertido de Swingers es «la habilidad con la que le da vida a una fórmula ya desgastada. Solo le añade ingenio, destreza y (aunque suene a cliché) corazón». Geoff Andrew escribió en la revista Time Out que «es la película más citable desde Clueless» y la describió como «noventa minutos dedicados a aprender cómo no seducir chicas». Además, Swingers incluyó referencias a cintas como Diner, Goodfellas y Reservoir Dogs. Al respecto, Jeff Vice, de Deseret News, opinó que «no sólo sus personajes son más realistas y simpáticos que los de Quentin Tarantino, sino que Swingers es mucho más bondadosa e incluso más agradable que cualquier cosa que [Tarantino] haya hecho hasta ahora».

### Premios y reconocimientos
| Organización                                     | Categoría                         | Receptor                 | Resultado | Ref.   |
| ------------------------------------------------ | --------------------------------- | ------------------------ | --------- | ------ |
| National Board of Review (1996)                  | Reconocimiento especial           | Reconocimiento especial  | Ganadora  | [ 10 ] |
| MTV Movie & TV Awards (1997)                     | Mejor cineasta revelación         | Doug Liman               | Ganador   | [ 11 ] |
| Satellite Awards (1997)                          | Mejor película, comedia o musical | Victor Simpkins          | Candidato | [ 81 ] |
| Florida Film Critics Circle (1997)               | Recién llegado del año            | Doug Liman y Jon Favreau | Ganadores | [ 12 ] |
| Premios del Cine Europeo (1997)                  | Screen International Award        | Doug Liman               | Candidato | [ 82 ] |
| Asociación de Críticos de Cine de Chicago (1997) | Actor más prometedor              | Jon Favreau              | Candidato | [ 83 ] |
| Guys Choice Awards (2007)                        | Guy Movie Hall of Fame            | Guy Movie Hall of Fame   | Ganadora  | [ 84 ] |
| Vintage Film Awards (2017)                       | Zeitgeist Film of 1996            | Zeitgeist Film of 1996   | Ganadora  | [ 85 ] |
| Vintage Film Awards (2017)                       | Mejor actuación vintage           | Vince Vaughn             | Candidato | [ 85 ] |

- La cadena Bravo colocó Swingers en el número 58 en las «100 películas más divertidas».[14]
- En 2008, un grupo de escritores y editores de Los Angeles Times la votó la decimocuarta mejor película ambientada en Los Ángeles de los últimos veinticinco años. Según el criterio de votación, la película tenía que comunicar alguna verdad inherente sobre la experiencia de Los Ángeles y en la lista se permitía solo una película por director.[15]
- En 2011, la revista Empire la incluyó en el puesto 49 de la lista de las «50 mejores películas independientes estadounidenses».[16]
- En 2025, Time Out la destacó en el puesto 65 de su lista de las «100 mejores películas cómicas de todos los tiempos».[17]

## Legado
El éxito de Swingers marcó un avance significativo en las carreras tanto de los realizadores como de los actores. La película impulsó enormemente la carrera de Vince Vaughn, quien ganó exposición pública y llegó a ser catalogado como un «it boy», además de recibir elogios de la crítica por su actuación. En particular, el actor llamó la atención de Steven Spielberg, quien, al recibir una copia de la película para ceder los derechos de la música de Tiburón, eligió a Vaughn para un papel en The Lost World: Jurassic Park. El éxito de la película fue clave también para el ascenso de Doug Liman en Hollywood. Tras el estreno de Swingers, Liman recibió varias ofertas para dirigir otros proyectos, entre ellos Good Will Hunting, y más tarde dirigiría taquillazos como The Bourne Identity y Al filo del mañana. Por otro lado, Swingers fue la primera película importante de Ron Livingston. Jon Favreau, por su parte, consolidó su carrera en la industria de Hollywood, destacándose como guionista y expandiendo su trayectoria en proyectos posteriores. Veinte años después del estreno, Liman notó cuán «profundo» era el efecto dominó de la película en la trayectoria de quienes trabajaron en ella. El estreno del filme coincidió con el resurgimiento del swing en la década de 1990, lo que avivó el interés por la cultura de los años 1940, la vida nocturna de Hollywood y la música swing. En particular, la banda Big Bad Voodoo Daddy atribuyó gran parte de su éxito posterior a su participación en la película.
| Muchos que hacían películas hacían películas como si los protagonistas fueran los más geniales o los más duros. Y creo que parte de lo que hace que Swingers funcione es que hay honestidad y vulnerabilidad. Están ayudando a un amigo a superar una ruptura. — Vince Vaughn |

Parte de la jerga utilizada en Swingers se popularizó en los años posteriores a su estreno, especialmente el uso de la palabra «dinero» (money) como un término general de aprobación o calidad. También, la exclamación «Vegas, baby!» se convirtió en una frase emblemática al referirse a la ciudad. Dos de las citas más icónicas del personaje de Vaughn, «You're so money, and you don't even know it» y «Vegas, baby», fueron nominadas para formar parte de la lista «100 años... 100 frases» del American Film Institute. En 2001, Vaughn recordó que «mucha gente veía a Trent como un tipo realmente cool», pero él mismo consideraba al personaje «patético y equivocado». En 2020, al reflexionar sobre el personaje de Favreau, Vaughn concluyó: «Es mejor ser yo mismo y tener una conexión real con alguien que tratar de recordar ser todas esas cosas que no soy». Para LA Weekly, «ninguna otra película retrata la realidad de los jóvenes que persiguen el sueño de Hollywood» como Swingers. Varios medios de comunicación la han considerado una película de culto.

## Producciones relacionadas
Al año siguiente del estreno de Swingers, Entertainment Weekly anunció que Favreau había escrito y dirigido un piloto para una serie de televisión basada en la película para Fox, titulada Hollywood Tales. Liman se opuso a la idea. En una entrevista años más tarde, Favreau comentó que no quería hacer una versión televisiva de Swingers, aunque estuviera ambientada en Hollywood en los años 1990. El piloto nunca fue transmitido. Favreau escribió también un guion para una secuela, Swingers 2, pero tampoco llegó a producirse. Favreau confesó que siempre pensó en cuál sería el siguiente capítulo de la historia, pero que no estaba seguro de tener el «coraje» de hacer una secuela que podría «arruinar» la película original. De acuerdo con Livingston, uno de los representantes de Favreau lo desalentó de seguir adelante con la idea. Aunque Vaughn opinó que el guion era «muy divertido», ni él ni Favreau sintieron que fuera «lo correcto» continuar con ese proyecto.
En 1997, se anunció que Favreau, Vaughn y Miramax comenzarían a filmar una película titulada The Martial Revelation, una comedia sobre un pistolero judío jasídico en el Viejo Oeste. Sin embargo, el proyecto nunca se materializó. Más tarde, Favreau escribió una historia sobre un exastronauta alcohólico que sobrevive firmando autógrafos en eventos de motocross, pero los estudios tampoco se mostraron interesados. Finalmente, Favreau dirigió, coprodujo y coprotagonizó con Vaughn la comedia criminal Made (2001). Favreau explicó que «quería hacer una película que fuera una continuación de Swingers, pero no una secuela». Según él, Made podía funcionar como una película complementaria, una especie de doble sesión sin repetir el mismo camino. El director añadió: «Nos hemos desarrollado como personas y nuestros gustos como cineastas han cambiado desde Swingers».